# Under bæltestedet
Under bæltestedet er en kortfilm fra 2006 instrueret af Alexander Kølpin efter manuskript af Ine Urheim, Lars Andreas Pedersen, Alexander Kølpin.

## Handling
»Under bæltestedet« er en sensuel fabel om to venner, der på en restaurant møder en pige, de begge to er vilde med. Filmen skildrer musikalsk og humoristisk mændenes uudtalte spil om pigens gunst. Filmen er balletdanseren og koreografen Alexander Kølpins debut som fiktionsinstruktør.